# Protosticta gravelyi
Protosticta gravelyi är en trollsländeart som beskrevs av Harry Hyde Laidlaw, Jr. 1915. Protosticta gravelyi ingår i släktet Protosticta och familjen Platystictidae. IUCN kategoriserar arten globalt som livskraftig. Inga underarter finns listade i Catalogue of Life.